# Foho Baireness
Der Foho Baireness (Baireness) ist ein Berg in der osttimoresischen Gemeinde Bobonaro. Er liegt im äußersten Westen des Sucos Cowa (Verwaltungsamt Balibo), in der Aldeia Rai Luli und hat eine Höhe von 511 m. Südwestlich entspringt ein Nebenfluss des Talau, der die Grenze zu Indonesien markiert. Im Westen verläuft die Staatsgrenze in einer geraden Linie nach Norden am Berg vorbei. Nördlich liegt der Berg Nuaf Railuli (553 m).